# العلاقات السنغالية الساموية
العلاقات السنغالية الساموية هي العلاقات الثنائية التي تجمع بين السنغال وساموا.

## مقارنة بين البلدين
هذه مقارنة عامة ومرجعية للدولتين:
| وجه المقارنة                                              | السنغال                                              | ساموا                        |
| --------------------------------------------------------- | ---------------------------------------------------- | ---------------------------- |
| المساحة (كم2)                                             | 196.72 ألف                                           | 2.84 ألف                     |
| عدد السكان (نسمة)                                         | 15.85 مليون                                          | 196.44 ألف                   |
| الكثافة السكانية (ن./كم²)                                 | 80.57                                                | 69.17                        |
| العاصمة                                                   | داكار                                                | أبيا                         |
| اللغة الرسمية                                             | لغة فرنسية، اللغة الولوفية، باديارا ‏، اللغة البلنتية | لغة إنجليزية، اللغة الساموية |
| العملة                                                    | فرنك غرب أفريقي                                      | تالا ساموي                   |
| الناتج المحلي الإجمالي (بليون دولار)                      | 16.37 مليار                                          | 856.63 مليون                 |
| الناتج المحلي الإجمالي (تعادل القوة الشرائية) بليون دولار | 36.62 مليار                                          | 1.15 مليار                   |
| الناتج المحلي الإجمالي الاسمي للفرد دولار أمريكي          | 899                                                  | 3.94 ألف                     |
| الناتج المحلي الإجمالي للفرد دولار أمريكي                 | 2.33 ألف                                             | 5.79 ألف                     |
| مؤشر التنمية البشرية                                      | 0.466                                                | 0.702                        |
| رمز المكالمات الدولي                                      | +221                                                 | +685                         |
| رمز الإنترنت                                              | .sn                                                  | .ws                          |
| المنطقة الزمنية                                           | 00                                                   | ت ع م+13:00                  |

## منظمات دولية مشتركة
يشترك البلدان في عضوية مجموعة من المنظمات الدولية، منها:
| علم المنظمة | اسم المنظمة                                                | تاريخ انضمام السنغال | تاريخ انضمام ساموا |
| ----------- | ---------------------------------------------------------- | -------------------- | ------------------ |
|             | وكالة ضمان الاستثمار متعدد الأطراف                         | 12 أبريل 1988        | 27 سبتمبر 2002     |
|             | منظمة الشرطة الجنائية الدولية                              | ?                    | ?                  |
|             | مجموعة دول أفريقيا والكاريبي والمحيط الهادئ                | ?                    | ?                  |
|             | منظمة حظر الأسلحة الكيميائية                               | ?                    | ?                  |
|             | منظمة التجارة العالمية                                     | ?                    | ?                  |
|             | الأمم المتحدة                                              | 28 سبتمبر 1960       | 15 ديسمبر 1976     |
|             | العملية المشتركة للاتحاد الأفريقي والأمم المتحدة في دارفور | ?                    | ?                  |
|             | مؤسسة التمويل الدولية                                      | 31 أغسطس 1962        | 28 يونيو 1974      |
|             | يونسكو                                                     | 10 نوفمبر 1960       | 3 أبريل 1981       |
|             | مؤسسة التنمية الدولية                                      | 31 أغسطس 1962        | 28 يونيو 1974      |
|             | البنك الدولي للإنشاء والتعمير                              | 31 أغسطس 1962        | 28 يونيو 1974      |
|             | المركز الدولي لتسوية المنازعات الاستشارية                  | 21 مايو 1967         | 25 مايو 1978       |
|             | الاتحاد البريدي العالمي                                    | ?                    | ?                  |
|             | الاتحاد الدولي للاتصالات                                   | 15 نوفمبر 1960       | 7 أكتوبر 1988      |

## وصلات خارجية
- موقع وزارة الخارجية السنغالية